# Національна й університетська бібліотека Страсбурга
Націона́льна й університе́тська бібліоте́ка Стра́сбурга (фр. Bibliothèque nationale et universitaire de Strasbourg) — друга за значенням наукова бібліотека Франції, розташована в Страсбурзі. Заснована 19 червня 1872 року. До бібліотеки надходять обов'язкові примірники всіх видань Ельзасу. Водночас бібліотека має статус університетської й входить в структуру Стразбурзького університету.

## Історія
Бібліотека була споруджена як відшкодування знищеної бібліотеки в Домініканському монастирі Страсбурга. Головний корпус був побудований в 1889–1894 роках в стилі історицизму за проектом архітекторів Скйолда Некельмана (Skjold Neckelmann) та Августа Гартеля (August Hartel) на площі, що сьогодні називається «Площа Республіки» (Place de la République). Будівля зазнала суттєвих пошкоджень під час Другої світової війни й була відреставрована в 1951–1956 роках.

## Фонди
Фонди бібліотеки складають понад 3 млн одиниць зберігання, таким чином, це найбільша університетська й друга, після Французької національної бібліотеки, бібліотека Франції. Бібліотека має найбільшу у Франції колекцію папірусів — 5 200 одиниць, а також 2 300 інкунабул та 6 700 давніх рукописів.
У фондах бібліотеки зберігається багато приватних бібліотек видатних людей. Велика колекція монет представлена в Нумізматичному кабінеті бібліотеки.
Разом з Національною бібліотекою Франції Страсбурзька бібліотека розгорнула широку програму оцифрування своїх найцінніших фондів.

## Маршрути доїзду
До бібліотеки в межах Страсбурга можна добратися на трамваях ліній B, C, E (їхати до зупинки «Республіка»). 

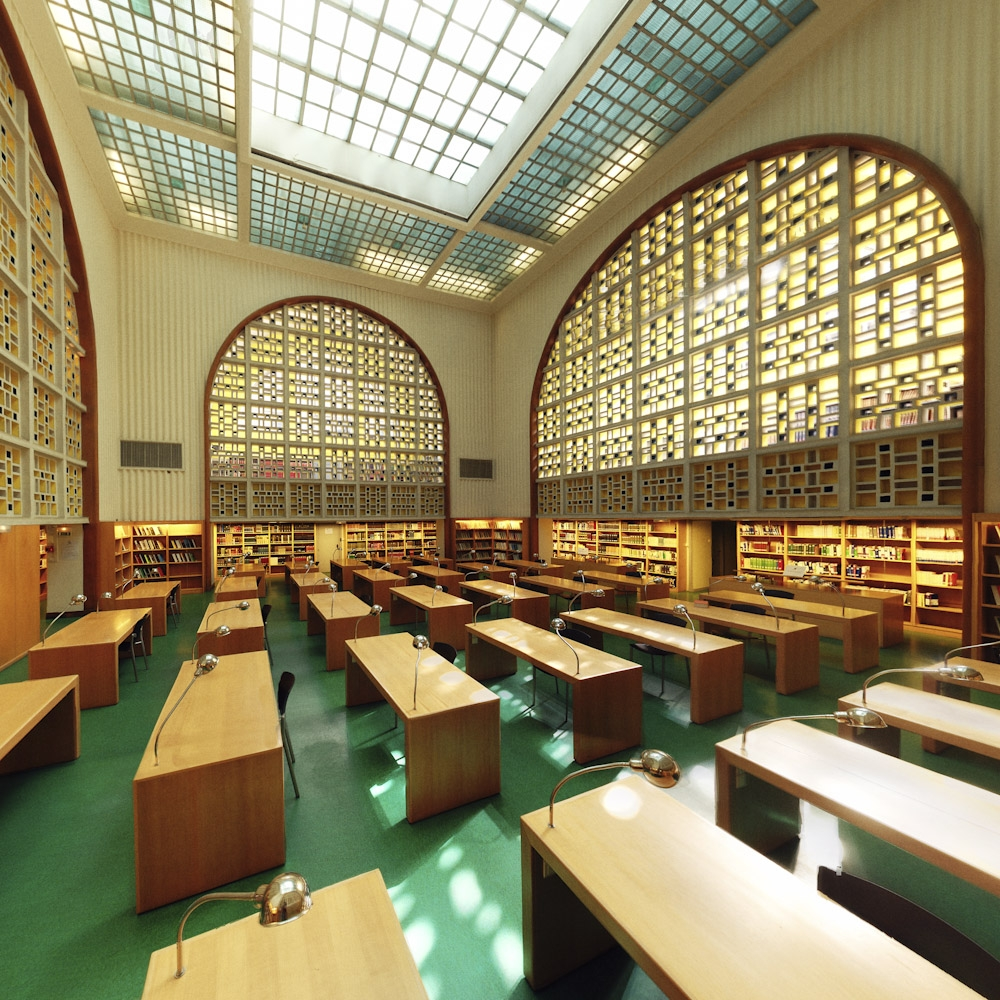
Один з читальних залів